# Ормантаев, Камал Саруарович
Камал Саруарович Ормантаев (каз. Камал Сәруарұлы Ормантаев; 11 сентября 1936, колхоз имени Октября, Кызылординская область — 12 февраля 2025) — врач-педиатр, доктор медицинских наук, профессор, заслуженный деятель науки, академик НАН РК, академик и вице-президент Академии профилактической медицины Казахстана, лауреат Государственной премии РК (1999).

## Биография
Родился 11 сентября 1936 года в семье крестьянина в колхозе имени Октября Кармакчинского района Кызылординской области. Происходит из рода алтын племени Байулы.
В 1959 году окончил педиатрический факультет КазГМИ, в 1961 — клиническую ординатуру по кафедре детской хирургии, в 1965 — аспирантуру при кафедре госпитальной хирургии Алматинского медицинского института, затем — докторантуру при НИИ педиатрии АМН СССР (Москва).
Работал ассистентом кафедры детской хирургии Алма-Атинского медицинского института, врачом-педиатром в районной больнице.
В 1968—2011 годы заведовал кафедрой детской хирургии Алма-Атинского медицинского института / Казахского медицинского университета имени С. Д. Асфендиярова. Одновременно — декан педиатрического факультета Алма-Атинского медицинского института (1978—1980, 1989—1991), директор Научного центра педиатрии и детской хирургии Республики Казахстан (1980—1993).
Выполнил около 20 тысяч хирургических вмешательств; первым в Казахстане выполнил торакопластику при врождённой воронкообразной деформации грудной клетки у детей.
Умер 12 февраля 2025 года в возрасте 88 лет.

## Научная деятельность
В 1966 году защитил кандидатскую диссертацию («Материалы к характеристике сотрясения головного мозга у детей»), в 1971 — докторскую. Первый в Казахстане доктор наук по детской хирургии.
В 1989 году избран членом-корреспондентом АН Казахской ССР, в 1994 — действительным членом Национальной академии наук РК. С 1995 года — вице-президент Академии профилактической медицины Казахстана. Президент Ассоциации педиатров РК, главный редактор журнала «Педиатрия и детская хирургия Казахстана».
Подготовил более 200 докторов и кандидатов наук.
Автор более 320 научных работ, в том числе руководств и монографий, 22 изобретений. Монография «Детская травматология» (1978) удостоена премии Аль-Фараби Минздрава Казахской ССР.

## Награды
- Заслуженный деятель науки КазССР (1981)
- Государственная премия РК в области науки и образования (1999) — за «новые технологии диагностики и лечения в травматологии и ортопедии детского возраста»
- орден Парасат (1999)
- лучший врач года «Алтын адам» (2002, 2004)
- премия «Тарлан» в номинации «Наука» (2004)[2][3].
- орден Достык ІІ степени (2016)
- «Почётный гражданин Алма-Аты» (18.09.2006)[6]
- «Почётный гражданин Кызылординской области» (11.12.2008)
- 2021 (2 декабря) — Орден «Барыс» ІІІ степени;[7]